# Virginy

Virginy este o comună în departamentul Marne, Franța. În 2009 avea o populație de 85 de locuitori.